# Ріо-Гранде (округ, Колорадо)
Шаблон:StateAbbr_ 37°37′ пн. ш. 106°23′ зх. д. / 37.61° пн. ш. 106.39° зх. д.
Округ Ріо-Гранде (англ. Rio Grande County) — округ (графство) у штаті Колорадо, США. Ідентифікатор округу 08105.

## Історія
Округ утворений 1874 року.

## Демографія
За даними перепису 
2000 року 
загальне населення округу становило 12413 осіб, зокрема міського населення було 4841, а сільського — 7572.
Серед мешканців округу чоловіків було 6116, а жінок — 6297. В окрузі було 4701 домогосподарство, 3417 родин, які мешкали в 6003 будинках.
Середній розмір родини становив 3,08.
Віковий розподіл населення поданий у таблиці:
| Стать    | До 15 років | 15-21 | 22-29 | 30-39 | 40-49 | 50-65 | 65-85 | Понад 85 |
| -------- | ----------- | ----- | ----- | ----- | ----- | ----- | ----- | -------- |
| Чоловіки | 1420        | 683   | 501   | 716   | 979   | 992   | 749   | 76       |
| Жінки    | 1409        | 590   | 522   | 841   | 931   | 1007  | 835   | 162      |

## Суміжні округи
- Савоч — північ
- Аламоса — схід
- Конехос — південь
- Арчулета — південний захід
- Мінерал — захід

## Виноски
1. ↑  U.S. Decennial Census. United States Census Bureau. Процитовано 11 червня 2014.
2. ↑  Historical Census Browser. University of Virginia Library. Архів оригіналу за 11 серпня 2012. Процитовано 11 червня 2014.
3. ↑  Population of Counties by Decennial Census: 1900 to 1990. United States Census Bureau. Процитовано 11 червня 2014.
4. ↑  Census 2000 PHC-T-4. Ranking Tables for Counties: 1990 and 2000 (PDF). United States Census Bureau. Процитовано 11 червня 2014.
5. ↑  State & County QuickFacts. United States Census Bureau. Архів оригіналу за 5 вересня 2015. Процитовано 11 лютого 2014.(англ.) Наведено за англійською вікіпедією.
6. ↑  American FactFinder. Бюро перепису населення США. Архів оригіналу за 26 лютого 2012. Процитовано 31 січня 2008.

| США | Це незавершена стаття з географії США. Ви можете допомогти проєкту, виправивши або дописавши її. |